# Paratorchus scaputifer
Paratorchus scaputifer – gatunek chrząszczy z rodziny kusakowatych i podrodziny Osoriinae.
Gatunek ten opisany został w 1982 roku przez H. Pauline McColl jako Paratrochus scaputifer. W 1984 roku ta sama autorka zmieniła nazwę rodzaju na Paratorchus, w związku z wcześniejszym użyciem poprzedniej nazwy dla rodzaju mięczaków.
Chrząszcz o walcowatym ciele długości od 2,3 do 3,4 mm, barwy żółtawobrązowej lub rudobrązowej. Wierzch ciała ma delikatnie punktowany oraz owłosiony. Długość szczecinek jest nie mniejsza niż odległości między nimi. Owalne oczy złożone buduje 5 wypukłych omatidiów. Przedplecze ma od 0,53 do 0,55 mm długości. Pokrywy charakteryzują zaokrąglone, rozwarte kąty ramieniowe. Odwłok ma dziewiąty tergit niezbyt silnie wydłużony ku tyłowi w dwa krótkie, tępe wyrostki tylne o wąskim rozstawie. U samca ósmy sternit odwłoka ma płytkie wgłębienie środkowe, a narząd kopulacyjny ma duży, szeroki wyrostek boczny, prawie całkowicie otaczający część rurkowatą. Samicę cechuje podłużno-owalna spermateka o wymiarach 0,138 × 0,05 mm.
Owad endemiczny dla Nowej Zelandii, znany z zachodniej części Wyspy Północnej. Spotykany jest w ściółce i próchnicy, na wysokości od 182 do 1220 m n.p.m.